# Biomphalaria pfeifferi
Biomphalaria pfeifferi е вид коремоного от семейство Planorbidae. Видът не е застрашен от изчезване.

## Разпространение
Разпространен е в Алжир, Ангола, Ботсвана, Бурунди, Габон, Гамбия, Гана, Гвинея, Гвинея-Бисау, Демократична република Конго, Еритрея, Етиопия, Замбия, Зимбабве, Йемен, Камерун, Кения, Република Конго, Кот д'Ивоар, Либерия, Мавритания, Мали, Мозамбик, Намибия (Ивица Каприви), Нигер, Нигерия, Руанда, Саудитска Арабия, Свазиленд, Сенегал, Сиера Леоне, Сомалия, Танзания, Того, Уганда, Централноафриканска република, Чад, Южен Судан и Южна Африка (Гаутенг, Западен Кейп, Източен Кейп, Квазулу-Натал, Лимпопо, Марион, Мпумаланга, Принц Едуард, Северен Кейп, Северозападна провинция и Фрайстат). Внесен е в Мадагаскар.

## Описание
Популацията на вида е нарастваща.